# Andrij Kotelnyk
Andrij Kotelnyk, ukr. Андрі́й Коте́льник (ur. 29 grudnia 1977 we Lwowie) – ukraiński bokser, były zawodowy mistrz świata organizacji WBA w kategorii junior półśredniej (do 140 funtów), srebrny medalista Igrzysk Olimpijskich w Sydney.

## Kariera amatorska
Jego bilans walk amatorskich to 135 zwycięstw i 15 porażek. W 1995 zdobył mistrzostwo Europy juniorów. Dwa lata później wystąpił na Mistrzostwach Świata w Budapeszcie, przegrał jednak w swojej trzeciej walce. W 2000 zdobył srebrny medal w kategorii lekkiej na Igrzyskach Olimpijskich w Sydney.

## Kariera zawodowa
Na zawodowstwo przeszedł w grudniu 2000. Wygrał pierwsze dwadzieścia trzy walki. 21 października 2004 w walce eliminacyjnej WBA przegrał niejednogłośnie na punkty z Souleymane M’baye. W następnym roku, po stoczeniu jednej zwycięskiej walki przegrał po raz kolejny, tym razem z Juniorem Witterem (jednogłośnie na punkty). Kotelnyk wygrał trzy kolejne walki, między innymi ze złotym medalistą z Igrzysk Olimpijskich w Sydney i z Mistrzostw Świata w Houston w kategorii lekko półśredniej, Mahamadkadyzem Abdullajewem.
10 marca 2007 zmierzył się ponownie z M’baye, który w międzyczasie wywalczył tytuł mistrza świata WBA. Walka zakończyła się remisem. Po wygraniu następnego pojedynku z Węgrem Laszlo Komjathim dostał kolejną szansę zdobycia mistrzowskiego pasa. 22 marca 2008 pokonał przez techniczny nokaut w ostatniej, dwunastej rundzie Gavina Reesa i zdobył tytuł mistrza świata WBA. Sześć miesięcy później we Lwowie w pierwszej obronie mistrzowskiego pasa pokonał jednogłośną decyzją sędziów na punkty Japończyka Norio Kimurę.
W lutym 2009 roku pokonał niejednogłośną decyzją na punkty po bardzo wyrównanej walce Argentyńczyka Marcosa Maidanę. Tytuł mistrza świata WBA stracił 18 lipca 2009 roku, przegrywając na punkty ze srebrnym medalistą z igrzysk w Atenach, Amirem Khanem w stosunku 120-108, 118-111 i 118-111.